# Alleen (strip)
Alleen (oorspronkelijk Seuls) is een Frans-Belgische stripreeks van Bruno Gazzotti (tekeningen) en Fabien Vehlmann (scenario). De pitch van de reeks luidt: "In een grote, lege stad waar alle inwoners op mysterieuze wijze zijn verdwenen, moeten vijf kinderen zich zien te redden... alleen." Alleen werd verkozen tot beste jeugdstrip (9-12 jaar) op het Internationaal Stripfestival van Angoulême 2007.

## Ontstaan
De auteurs noemden onder andere de film The Omega Man, waarin een man zwerft door een volledig verlaten Los Angeles, als een visuele invloed bij het bedenken van de strip. Gazzotti baseerde zijn stad deels op Luik, Parijs en Boedapest en gebruikte ook Google Street View bij het tekenen van de decors.

## Albums
Alle albums werden uitgegeven door uitgeverij Dupuis. De stripreeks is opgedeeld in verschillende cycli. De eerste cyclus eindigt na het vijfde album.
1. Spoorloos (2005)
2. De meester van de messen (2007)
3. De stam van de haai (2008)
4. De rode cairns (2009)
5. In het oog van de maalstroom (2010)
6. De 4,5de dimensie (2011)
7. Diep in de put (2012)
8. De arena (2013)
9. Voor het middernachtkind (2015)
10. De ontsterfmachine (2016)
11. Spijkerharde wraak (2018)
12. De opstandelingen van Neosalem (2020)
13. Tijgerzielen (2022)
14. De Beschermers (2024)

### Integraal
In 2019 werden de eerste vijf albums gebundeld in een integraal.

## Personages
De oorspronkelijke vijf hoofdpersonages zijn:
- Dodji: Een zwarte jongen van 10 jaar. Hij is een wees met een duister verleden die leefde in een instelling. Dodji is sterk en moedig maar wil geen leider zijn.
- Leïla: Een maghrebijns meisje van 12 jaar. Ze groeide op in een warm gezin en is optimistisch en vol pit.
- Yvan: Een bolleboos van 9 jaar. Zijn ouders waren rijk maar hadden weinig tijd voor hem.
- Camille: Een blond meisje van 8 jaar. Zij is naïef en vrijgevig.
- Terry: Een jongen van 5 jaar.

Vanaf het tweede album verschijnen er steeds meer kinderen, waaronder:
- De meester van de messen: een zwakbegaafde maar grote en sterke jongen die voor een baby zorgt. Hij modelleert zichzelf naar een superheld en draagt daarom een masker en een cape met messen.
- Saul: Zijn vader had een pretpark en daar heeft hij een bende kinderen verzameld. Hij gelooft in de wet van de sterkste. Hij wil altijd leider zijn van groepen maar is zelf een beetje roekeloos.

## Verfilming
Van de strip werd de film Seuls gemaakt in 2017 met als regisseur David Moreau.